# Arta Dobroshi
Arta Dobroshi, née le 2 octobre 1980 à Pristina alors en Yougoslavie (aujourd'hui au Kosovo), est une actrice kosovare.

## Biographie
Arta Dobroshi tient le premier rôle du film Le Silence de Lorna de Jean-Pierre et Luc Dardenne, projeté en sélection officielle au festival de Cannes en 2008.
Elle a également tourné dans Smutek paní Snajdrové (République tchèque, 2006) (The Sadness of Mrs. Snajdrova en anglais, Trishtimi i zonjës Shnajder en albanais), de Piro Milkani, et Syri magjik (Allemagne, Albanie, 2005) (Magic Eye en anglais), de Kujtim Çashku, pour lequel elle a obtenu le Prix spécial 2007 de la meilleure actrice au Cinedays European Film Festival en Macédoine.

## Filmographie
- 2008 : Le Silence de Lorna de Jean-Pierre et Luc Dardenne
- 2010 : Baby : Sara
- 2011 : Trois fois 20 ans (Late Bloomers) de Julie Gavras : Maya
- 2012 : Trois Mondes de Catherine Corsini : Vera
- 2014 : Gently, Gently : Anna
- 2022 : You Won't Be Alone de Goran Stolevski : Stamena